# Charles Pépin
Pour les articles homonymes, voir Pépin.
Charles Pépin, né en 1973 à Saint-Cloud, est un philosophe et romancier français.
Il est notamment l’auteur des best-sellers Les Vertus de l’échec (Allary Éditions, 2016), La Confiance en soi (Allary Éditions, 2018) et La Planète des sages (Dargaud, 2011 et 2015).

## Biographie

### Jeunesse et études
Charles Pépin est né en 1973 à Saint-Cloud.
Il est agrégé de philosophie, diplômé de Sciences Po Paris (1994) et d'HEC Paris (Grande École 1997). Il a enseigné la philosophie à la Maison d'éducation de la Légion d'honneur (Saint Denis) et à l'Institut d'études politiques de Paris.

### Vulgarisation philosophique dans les médias
Charles Pépin a tenu de 2001 à 2006 une chronique de philosophie dans les émissions télévisées Culture et dépendances (France 3, 2001-2006) et En aparté (Canal +, 2006-2007). Il est, à deux reprises, l'invité de l'émission télévisée d'Arte : philosophie présentée par Raphaël Enthoven : (sur la mort en 2009, sur la beauté en 2014). Il est chroniqueur pour Psychologies magazine et Philosophie Magazine où il répond, chaque mois, à une interrogation personnelle d'ordre philosophique, métaphysique ou morale formulée par un lecteur. Charles Pépin intervient régulièrement dans l'émission Grand bien vous fasse ! d'Ali Rebeihi sur France Inter. Charles Pépin anime également l'émission Sous le soleil de Platon sur France Inter, une chronique visant à dresser la philosophie de vie de ses invités.
Depuis 2010, il anime à Paris un séminaire philosophique intitulé Les Lundis philos, ouvert à tous, avec l'Institut MK2.
En 2020, il lance un podcast original sur Spotify, Charles Pépin : une philosophie pratique, qui propose une heure de réflexion philosophique accessible à tous.

### Œuvre littéraire

#### Romans
Il publie son premier roman Descente chez Flammarion en 1999 puis Les Infidèles, toujours chez Flammarion en 2003.
Pour son troisième roman, La Joie (Allary Éditions, 2015), il s’inspire de L’Étranger d’Albert Camus. Le livre est un succès critique et de librairie : « Charles Pépin revisite le roman de Camus, à sa manière, plus légère mais avec autant de talent, et lui rend même une partie de sa dimension philosophique : quand le bonheur est impossible, la joie peut se trouver partout », écrit Mohammed Aïssaoui, dans Le Figaro littéraire. Ce roman La Joie est adapté par l'acteur Olivier Ruidavet pour un seul en scène au théâtre avec notamment des dates à la Bibliothèque Historique de la ville de Paris lors de l'Hyper Festival et également au Théâtre de l'Opprimé à Paris , au théâtre Artéphile durant le festival d'Avignon 2024 ainsi qu'une série de représentations au Théâtre Montparnasse. Salué par la critique : 3T dans Télérama, Coup de cœur du Masque et la Plume de France Inter, pour Trois Couleurs : « Dans cette adaptation lumineuse, Olivier Ruidavet incarne toutes les nuances de ce sentiment sur lequel on s'interroge trop peu » et pour Culture Box France Télévisions : « Un seul en scène exaltant, une leçon de vie et de philosophie »[réf. nécessaire].

#### Bandes dessinées philosophiques
Associé au dessinateur Jul, il écrit des bandes dessinées sur le thème de la philosophie et des philosophes : d'abord, La planète des sages dont le tome 1 est publié en 2011,, puis le tome 2 en 2015 et Platon La Gaffe en 2014. Plus tard parait le diptyque 50 nuances de Grecs d'abord en 2017, puis en 2019 pour le tome 2, toujours chez Dargaud.

#### Essais philosophiques
Charles Pépin est aussi auteur de plusieurs essais philosophiques.
Dans Les Vertus de l’échec, il propose de changer de regard sur l’échec. À la lumière de la philosophie stoïcienne, de Marc Aurèle, Freud, Bachelard ou Sartre, cet essai montre comment chaque épreuve, parce qu’elle nous confronte au réel ou à notre désir profond, peut nous rendre plus lucide, plus combatif, plus vivant. Avec cet ouvrage, Charles Pépin remporte le Prix Elina et Louis Pauwels 2017.
Dans son essai La Confiance en soi, Charles Pépin se tourne vers les sagesses antiques et la philosophie moderne comme celle d'Emerson, Nietzsche ou Bergson, mais aussi vers des psychologues comme Boris Cyrulnik ou des psychanalystes comme Jacques Lacan, dans les travaux des chercheurs ou des pédagogues, dans l’expérience de grands sportifs, d’artistes ou d’anonymes, pour éclairer les ressorts de la confiance en soi : la confiance en l’autre, la confiance en ses capacités et la confiance en la vie.
En 2021, il publie, toujours chez Allary Éditions, un essai de philosophie pratique sur le thème de La Rencontre. De Platon à Christian Bobin en passant par Belle du Seigneur d'Albert Cohen et Sur la route de Madison de Clint Eastwood, Charles Pépin parle de philosophes, romanciers et cinéastes pour révéler la puissance et la grâce de la rencontre. En analysant quelques amours ou amitiés fertiles – Picasso et Éluard, David Bowie et Lou Reed, Voltaire et Émilie du Châtelet... – il allègue que toute vraie rencontre est en même temps une découverte de soi et une redécouverte du monde[réf. nécessaire].
En 2023, il publie Vivre avec son passé. Cet ouvrage questionne la mémoire, à la fois dans l'histoire de la philosophie, et notamment la pensée de Bergson, la psychologie individuelle, et à la lumière des découvertes en neurosciences.
Charles Pépin est l’un des auteurs français de sciences humaines les plus traduits à l’étranger. Ses livres sont parus dans une trentaine de pays.

## Publications

### Essais
- Une semaine de philosophie, Flammarion, 2006  (ISBN 9782081233904) / J'ai Lu, 2008  (ISBN 9782290002995)
- Les Philosophes sur le divan - Quand Freud rencontre Platon, Kant et Sartre, Flammarion, 2008  (ISBN 2081205564) / J'ai Lu, 2010  (ISBN 9782290018521)
- Qu'est-ce qu'avoir du pouvoir ?, Desclée de Brouwer, 2010  (ISBN 9782220061931)
- Ceci n'est pas un manuel de philosophie[35], Flammarion, 2010  (ISBN 9782081228566)
- Un homme libre peut-il croire en Dieu, Éditions de l'opportun, 2012  (ISBN 9782360750825)
- Quand la Beauté nous sauve[36], Robert Laffont, 2013, Marabout 2014  (ISBN 9782221114087)
- Les Vertus de l'échec[25], Allary Éditions, 2016, Prix Elina et Louis Pauwels 2017[28]  (ISBN 9782370730121)
- La Confiance en soi[30],[31], Allary Éditions, 2018  (ISBN 9782370731661)
- La Rencontre[32], Allary Éditions, 2021  (ISBN 9782370733481)
- Vivre avec son passé, Allary éditions, 2023  (ISBN 978-2-37073-457-0)

### Romans
- Descente[9], Flammarion, 1999  (ISBN 9782080676764)
- Les Infidèles, Flammarion, 2003  (ISBN 9782080680044)
- La Joie[11],[12],[13],[14], Allary Éditions, 2015, Folio, 2016  (ISBN 9782370730060)

### Bandes dessinées
- La planète des sages, Tome 1 - Encyclopédie mondiale des philosophes et des philosophies, en collaboration avec Jul, Dargaud, 2011,  (ISBN 978-2205-06852-8)
- Platon La Gaffe - Survivre au travail avec les philosophes, avec Jul, Dargaud, 2013  (ISBN 9782205072549)
- La planète des sages, Tome 2 - Encyclopédie mondiale des philosophes et des philosophies, en collaboration avec Jul, Dargaud, 2015,  (ISBN 978-2205-07126-9)
- 50 nuances de Grecs, Tome 1 - Encyclopédie des mythes et des mythologies[22],[23], avec Jul, Dargaud, 2017  (ISBN 978-2205076073)
- 50 nuances de Grecs, Tome 2 - Encyclopédie des mythes et des mythologies[24], avec Jul, Dargaud, 2019

## Filmographie

### En tant qu'acteur
- 2019 : La Sincérité de Charles Guérin Surville

### En tant que parolier
- 2019 : La Sincérité de Charles Guérin Surville